# Ламач
Ламач (слч. Lamač) је градска четврт Братиславе, у округу Братислава IV, у Братиславском крају, Словачка Република.

## Становништво
Према подацима о броју становника из 2011. године градско насеље је имало 6.745 становника.